# 1998 у відеоіграх

## Події
Вручення нагород за досягнення в індустрії:
- За сприяння AIAS відбулась церемонія Interactive Achievement Awards.
- BAFTA вперше проводить вручення премії BAFTA Interactive Entertainment Awards.
- У Сан-Хосе на E³ пройшла церемонія Game Critics Awards.

У Франції створено телеканал Game One, присвячений відеоіграм.
Засновано сайт LinuxGames, присвячений іграм, що виходять для Linux.

## Релізи
| Платформи відеоігор |
| ------------------- |

| День     | Назва                                        | Windows | 5 пок.          | 6 пок.                | Портативні | Аркада | Примітки |
| -------- | -------------------------------------------- | ------- | --------------- | --------------------- | ---------- | ------ | --- |
| Січень   |                                              |         |                 |                       |            |        | |
| 8        | No One Can Stop Mr. Domino!                  | Н/Д     | PS1             | Н/Д                   | Н/Д        | Н/Д    | Головоломка. |
| 12       | Marvel vs. Capcom: Clash of Super Heroes     | Н/Д     | PS1 (1999)      | DC (1999)             | Н/Д        | Так    | Гра розроблена для аркадних автоматів. |
| 21       | Resident Evil 2                              | 1999    | PS1, N64 (1999) | DC (1999), GCN (2003) | Н/Д        | Н/Д    | Друга частина серії, яка згодом стала найуспішнішою грою серії.                                                                                           |
| 29       | Panzer Dragoon Saga                          | Н/Д     | Sat             | Н/Д                   | Н/Д        | Н/Д    | Гра в жанрі JRPG, випущена компанією Sega. |
| 31       | Gex: Enter the Gecko                         | Так     | PS1, N64        | Н/Д                   | GBC        | Н/Д    | Платформер. |
| 31       | Skullmonkeys                                 | Н/Д     | PS1             | Н/Д                   | Н/Д        | Н/Д    | Платформер. |
| Лютий    |                                              |         |                 |                       |            |        | |
| 11       | Xenogears                                    | Н/Д     | PS1             | Н/Д                   | Н/Д        | Н/Д    | Гра в жанрі JRPG від компанії SquareSoft, яка відома своєю серією Final Fantasy.                                                                          |
| 26       | Burning Rangers                              | Н/Д     | Sat             | Н/Д                   | Н/Д        | Н/Д    | Футуристичний шутер від третьої особи. |
| 26       | Tenchu: Stealth Assassins                    | Н/Д     | PS1             | Н/Д                   | Н/Д        | Н/Д    | Перша грав серії Tenchu. |
| Березень |                                              |         |                 |                       |            |        | |
| 19       | Descent: FreeSpace – The Great War           | Так     | Н/Д             | Н/Д                   | Н/Д        | Н/Д    | Космічний симулятор. В Європі видана під назвою «Conflict: FreeSpace — The Great War».                                                                    |
| 25       | Need for Speed III: Hot Pursuit              | Так     | PS1             | Н/Д                   | Н/Д        | Н/Д    | Відеогра у жанрі перегони з серії Need for Speed. |
| 29       | Parasite Eve                                 | Н/Д     | PS1             | Н/Д                   | Н/Д        | Н/Д    | Сюжет гри частково оснований на романі Хідеаки Сене «Паразит Єва». Перша частина в серії Parasite Eve.                                                    |
| 31       | 1080° Snowboarding                           | Н/Д     | N64             | Н/Д                   | Н/Д        | Н/Д    | Симулятор сноуборду. |
| 31       | Blasto                                       | Н/Д     | PS1             | Н/Д                   | Н/Д        | Н/Д    | Шутер від третьої особи. |
| 31       | StarCraft                                    | Так     | N64 2000        | Н/Д                   | Н/Д        | Н/Д    | Було визнано грою, що найкраще продавалася 1998 року, і вона здобула премію «Origins Award» у номінації «Найкраща стратегічна комп'ютерна гра 1998 року». |
| 31       | World Cup 98                                 | Н/Д     | Н/Д             | Н/Д                   | Н/Д        | Н/Д    | Перша офіційна гра чемпіонату світу з футболу. |
| 31       | Warhammer: Dark Omen                         | Так     | PS1 (07.04)     | Н/Д                   | Н/Д        | Н/Д    | Ігровий процес гри оснований на настільній грі Warhammer Fantasy Battle.                                                                                  |
| Квітень  |                                              |         |                 |                       |            |        | |
| 4        | Sanitarium                                   | Так     | Н/Д             | Н/Д                   | Н/Д        | Н/Д    | Гра являє собою психологічний трилер, головний герой якого потрапляє у лікарню для душевнохворих.                                                         |
| 30       | Might and Magic VI: The Mandate of Heaven    | Так     | Н/Д             | Н/Д                   | Н/Д        | Н/Д    | Продовження серії ігор Might and Magic. |
| Травень  |                                              |         |                 |                       |            |        | |
| 14       | Guilty Gear                                  | Н/Д     | PS1             | Н/Д                   | Н/Д        | Н/Д    | Файтинг, перша в серії Guilty Gear. |
| 22       | Unreal                                       | Так     | Н/Д             | Н/Д                   | Н/Д        | Н/Д    | Гра відрізнялась захопливим геймплеєм та ігровим двигуном, який розроблювався упродовж трьох років до випуску гри і тепер носить її ім'я.                 |
| 31       | Vigilante 8                                  | Н/Д     | PS1, N64 (1999) | Н/Д                   | GBC (1999) | Н/Д    | Відеогра в стилі «бойові перегони». |
| Червень  |                                              |         |                 |                       |            |        | |
| 19       | Vangers: One For The Road                    | Так     | Н/Д             | Н/Д                   | Н/Д        | Н/Д    | Комп'ютерна гра, випущена російською компанією К-Д ЛАБ.                                                                                                   |
| 29       | Banjo-Kazooie                                | Н/Д     | N64             | Н/Д                   | Н/Д        | Н/Д    | Платформер. |
| Липень   |                                              |         |                 |                       |            |        | |
| 14       | F-Zero X                                     | Н/Д     | N64             | Н/Д                   | Н/Д        | Н/Д    | Комп'ютерні гонки. |
| 31       | Commandos: Behind Enemy Lines                | Так     | SMD             | Н/Д                   | Н/Д        | Н/Д    | Гра про Другу Світові війну. |
| 31       | Heart of Darkness                            | 31.08   | PS1             | Н/Д                   | Н/Д        | Н/Д    | Продаж гри досяг 500 тис. копій. Вона отримала хороші відгуки.                                                                                            |
| Серпень  |                                              |         |                 |                       |            |        | |
| 21       | Tom Clancy's Rainbow Six                     | Так     | 1999 PS1, N64   | DC (2000)             | GBC 2000   | Н/Д    | Перша гра серії Tom Clancy’s Rainbow Six. |
| 31       | Mega Man Legends                             | 2001    | PS1, N64 (2001) | Н/Д                   | PSP (2005) | Н/Д    | Платформер. |
| Вересень |                                              |         |                 |                       |            |        | |
| 1        | MediEvil                                     | Н/Д     | PS1             | Н/Д                   | Н/Д        | Н/Д    | Платформер |
| 3        | Metal Gear Solid                             | Так     | PS1             | Н/Д                   | Н/Д        | Н/Д    | Культова відеогра, одна з перших в жанрі стелс-екшн. |
| 10       | Spyro the Dragon                             | Н/Д     | PS1             | Н/Д                   | Н/Д        | Н/Д    | Перша гра серії Spyro the Dragon. |
| 18       | Knights and Merchants: The Shattered Kingdom | Так     | Н/Д             | Н/Д                   | Н/Д        | Н/Д    | Гра належить до жанру стратегії класичної економічної моделі німецької ігрової школи.                                                                     |
| 30       | Fallout 2                                    | Так     | Н/Д             | Н/Д                   | Н/Д        | Н/Д    | Друга частина із серії Fallout. |
| 30       | Shogo: Mobile Armor Division                 | Так     | Н/Д             | Н/Д                   | Н/Д        | Н/Д    | Гравець може пілотувати мехою та ходити пішки. |
| 30       | Rogue Trip: Vacation 2012                    | Н/Д     | PS1             | Н/Д                   | Н/Д        | Н/Д    | Гонки на виживання. |
| 30       | Test Drive 5                                 | Так     | PS1             | Н/Д                   | Н/Д        | Н/Д    | Платформер-автосимулятор. |
| Жовтень  |                                              |         |                 |                       |            |        | |
| 21       | Turok 2: Seeds of Evil                       | 1999    | N64             | Н/Д                   | GBC        | Н/Д    | Друга гра серії Turok. |
| 30       | Grim Fandango                                | Так     | Н/Д             | Н/Д                   | Н/Д        | Н/Д    | Гру високо оцінили критики, і її вважають культовим квестом.                                                                                              |
| 31       | Age of Empires: The Rise of Rome             | Так     | Н/Д             | Н/Д                   | Н/Д        | Н/Д    | Доповнення до першої гри Age of Empires. |
| 31       | Apocalypse                                   | Н/Д     | PS1             | Н/Д                   | Н/Д        | Н/Д    | Шутер від першої особи. |
| 31       | Blood II: The Chosen                         | Так     | Н/Д             | Н/Д                   | Н/Д        | Н/Д    | Гра зроблена на першій версії рушія Lithtech. |
| 31       | Crash Bandicoot: Warped                      | Н/Д     | PS1             | Н/Д                   | Н/Д        | Н/Д    | Платформер. |
| 31       | FIFA 99                                      | Так     | PS1, N64        | Н/Д                   | Н/Д        | Н/Д    | Шоста гра в серії і третя в 3D. |
| 31       | Heretic II                                   | Так     | Н/Д             | Н/Д                   | Н/Д        | Н/Д    | Шутер від першої особи в стилі фентезі. |
| 31       | SiN                                          | Так     | Н/Д             | Н/Д                   | Н/Д        | Н/Д    | 3D шутер від першої особи, зроблений на базі модифікованого рушія Quake II.                                                                               |
| Листопад |                                              |         |                 |                       |            |        | |
| 1        | Delta Force                                  | Так     | Н/Д             | Н/Д                   | Н/Д        | Н/Д    | Тактичний шутер. |
| 10       | Rush 2: Extreme Racing USA                   | Н/Д     | N64             | Н/Д                   | Н/Д        | Н/Д    | Гонки. |
| 19       | Half-Life                                    | Так     | Н/Д             | PS2 (2001)            | Н/Д        | Н/Д    | Half-Life одна з перших ігор, в якій сюжет розвивається повністю усередині ігрового простору.                                                             |
| 21       | The Legend of Zelda: Ocarina of Time         | Н/Д     | N64, GCN (2002) | Н/Д                   | 3DS (2011) | Н/Д    | Гра отримала широке визнання критиків і мала великий комерційний успіх.                                                                                   |
| 21       | Tomb Raider III: Adventures of Lara Croft    | Так     | PS1             | Н/Д                   | Н/Д        | Н/Д    | Продовження серії Tomb Raider. |
| 30       | Carmageddon II: Carpocalypse Now             | Так     | Н/Д             | Н/Д                   | Н/Д        | Н/Д    | Продовження Carmageddon. |
| 30       | StarCraft: Brood War                         | Так     | Н/Д             | Н/Д                   | Н/Д        | Н/Д    | Доповнення до гри StarCraft. |
| 30       | Starsiege: Tribes                            | Так     | Н/Д             | Н/Д                   | Н/Д        | Н/Д    | Науково-фантастичний шутер від третьої особи. |
| 30       | The Settlers III                             | Так     | Н/Д             | Н/Д                   | Н/Д        | Н/Д    | Найважливішою відмінністю Settlers III від попередніх ігор серії стала відсутність доріг і введення прямого контролю над військами.                       |
| 30       | Thief: The Dark Project                      | Так     | Н/Д             | Н/Д                   | Н/Д        | Н/Д    | Культова стелс-гра, перша гра з серії Thief. |
| Грудень  |                                              |         |                 |                       |            |        | |
| 3        | Star Wars: Rogue Squadron                    | Так     | N64 (07.12)     | Н/Д                   | Н/Д        | Н/Д    | |
| 3        | R4: Ridge Racer Type 4                       | Н/Д     | PS1             | Н/Д                   | Н/Д        | Н/Д    | Остання гра із серії Ridge Racer яка була випущена для PlayStation.                                                                                       |
| 12       | Falcon 4.0                                   | Так     | Н/Д             | Н/Д                   | Н/Д        | Н/Д    | Симулятор польоту. |
| 12       | South Park                                   | 1999    | N64, PS1 (1999) | Н/Д                   | Н/Д        | Н/Д    | Гра, яка заснована на анімаційному телесеріалі «Південний парк»                                                                                           |
| 17       | Suikoden II                                  | 2003    | PS1             | Н/Д                   | Н/Д        | Н/Д    | |
| 18       | Mario Party                                  | Н/Д     | N64             | Н/Д                   | Н/Д        | Н/Д    | |
| 21       | Baldur's Gate                                | Так     | Н/Д             | Н/Д                   | Н/Д        | Н/Д    | Культова комп'ютерна рольова гра, дія якої відбувається в фентезійном світі Forgotten Realms.                                                             |
| 23       | Sonic Adventure                              | 2003    | Н/Д             | DC, GCN (2003)        | Н/Д        | Н/Д    | 3D платформер. |
| 31       | Akuji the Heartless                          | Н/Д     | PS1             | Н/Д                   | Н/Д        | Н/Д    | Пригодницька відеогра, розроблена Crystal Dynamics. |

## Пристрої

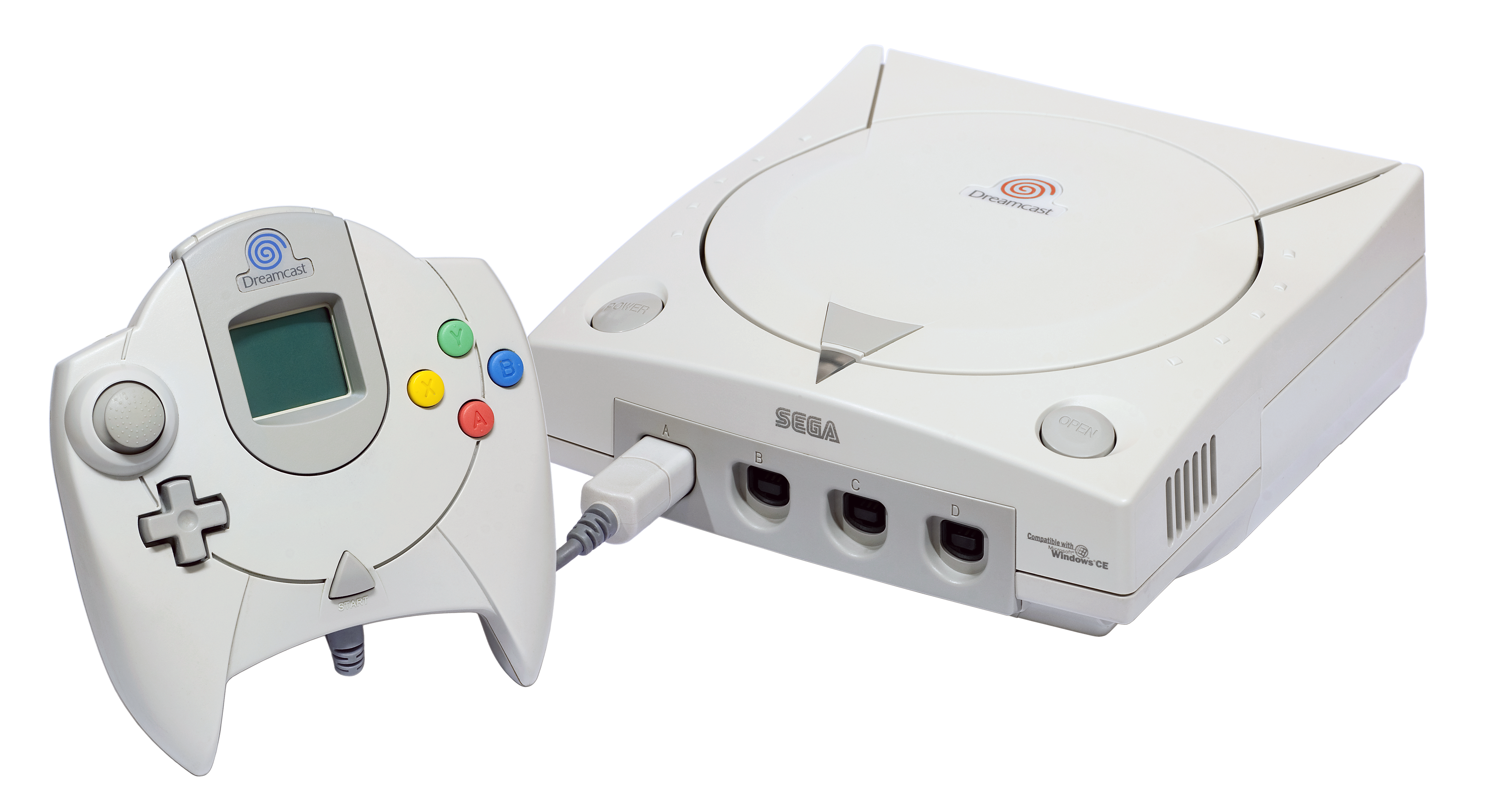
Гральна консоль Dreamcast

- Завершилась підтримка Super Nintendo Entertainment System (Nintendo) та Sega Saturn (Sega).
- SNK's випускає кишенькову консоль Neo Geo Pocket.
- Виходить Dreamcast — п'ята і остання гральна консоль компанії SEGA.
- В Японії випускається кишенькова консоль WonderSwan.

## Бізнес
Засновано такі компанії:
- Troika Games — розробники Arcanum: Of Steamworks and Magick Obscura, The Temple of Elemental Evil та Vampire: The Masquerade – Bloodlines.
- Rockstar Games — розробники серії Grand Theft Auto та Max Payne.
- Elixir Studios — британська студія, відома розробкою стратегії Evil Genius
- Lego Media — підрозділ Lego Group.

Злиття та поглинання:
- Activision поглинає CD Contact Data та Head Game Publishing
- Eidos Interactive поглинає Crystal Dynamics
- Electronic Arts Inc. поглинає Virgin Studio та Westwood Studios, Inc.
- Hasbro, Inc. купує Atari Corporation, MicroProse та Tiger Electronics